# Kenyon (Minnesota)
Kenyon – miasto w Stanach Zjednoczonych, w stanie Minnesota, w hrabstwie Goodhue.